# Dzwonkówka żółtogarbkowa

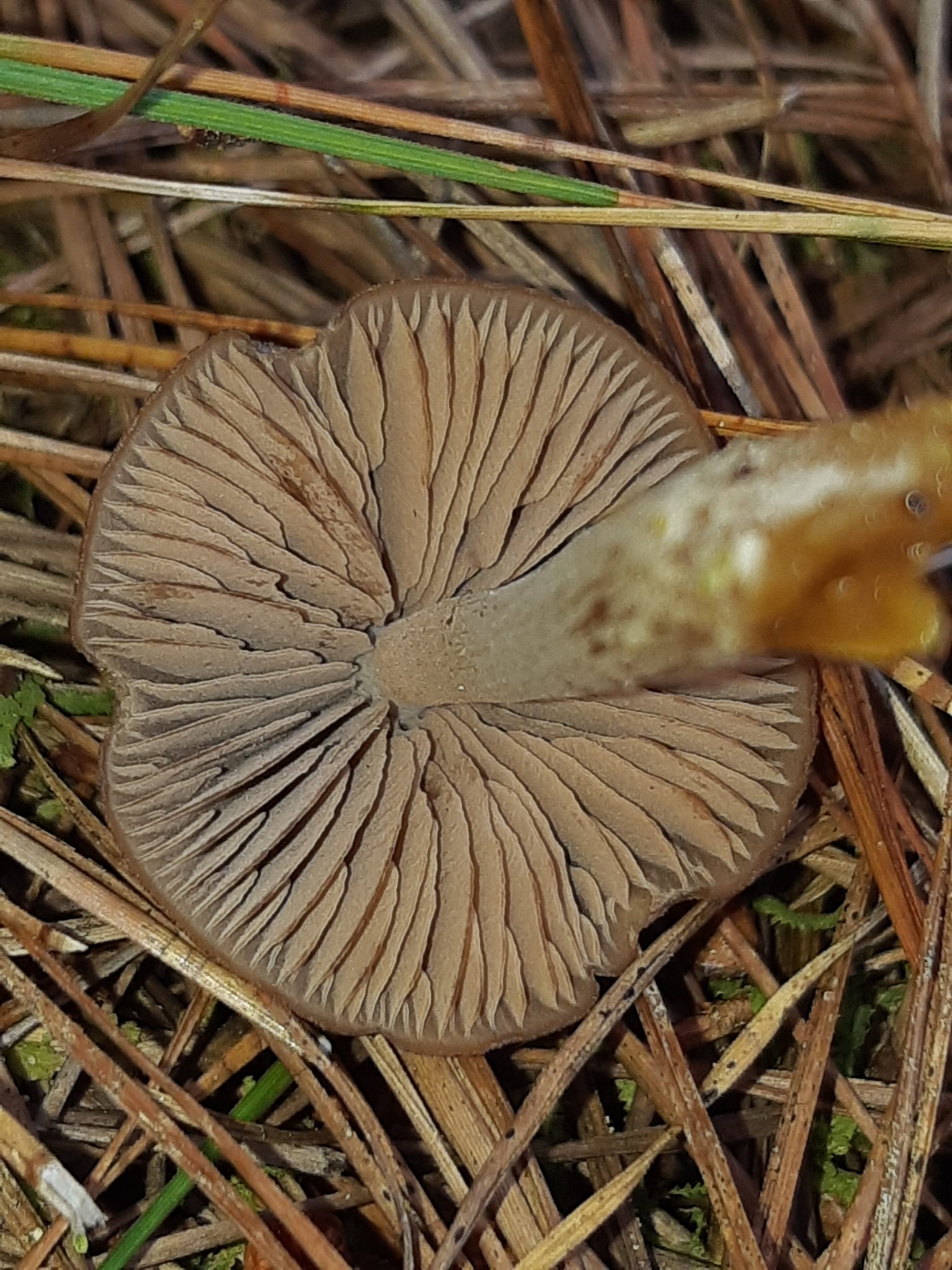

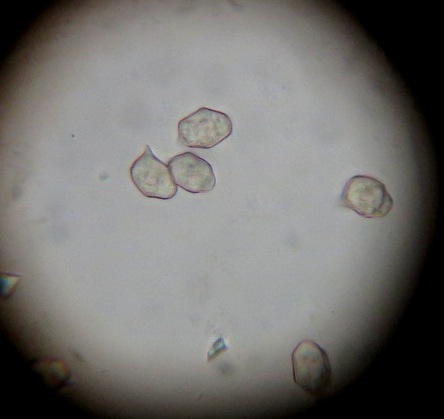
Zarodniki

Dzwonkówka żółtogarbkowa (Entoloma cuneatum (Bres.) M.M. Moser) – gatunek grzybów z rodziny dzwonkówkowatych (Entolomataceae).

## Systematyka i nazewnictwo
Pozycja w klasyfikacji według Index Fungorum: Entoloma, Entolomataceae, Agaricales, Agaricomycetidae, Agaricomycetes, Agaricomycotina, Basidiomycota, Fungi.
Po raz pierwszy gatunek ten opisał w 1887 r. Giacomo Bresàdola, nadając mu nazwę Nolanea cuneata. Obecną nazwę nadał mu Meinhard Moser w 1978 r. Synonimy:
- Entoloma cetratum var. cuneatum (Bres.) Krieglst. 1991
- Hyporrhodius cuneatus (Bres.) Migula 1912
- Nolanea cuneata Bres. 1887
- Rhodophyllus cuneatus (Bres.) M.M. Moser 1967[2].

Polską nazwę zarekomendowała w 2025 roku Komisja ds. Polskiego Nazewnictwa Grzybów Polskiego Towarzystwa Mykologicznego.

## Morfologia
Kapelusz
Średnica 20–60 mm, początkowo ostro stożkowaty, stożkowaty lub dzwonkowaty, potem wypukły, w końcu płaskowypukły z wyraźnym garbkiem, higrofaniczny; w stanie wilgotnym ciemnoczerwono-brązowy lub sepiowy z kontrastowo jaśniejszym, żółtym garbkiem, przezroczyście prążkowany na brzegu, w stanie suchym blednący do szaro- lub żółtawobrązowego, garbek długo pozostaje bledszy. Powierzchnia naga, gładka, brzeg początkowo podwinięty, potem prosty.
Blaszki
Od 25 do 34, l = 1–5, raczej rzadkie, przyrośnięte, początkowo brudno ochrowo-różowe, potem brązowo-różowe. Ostrza całe, lub postrzępione, tej samej barwy.
Trzon
Wysokość 25–90 mm, grubość 1–5 mm, cylindryczny, często przy podstawie rozszerzony. Powierzchnia żółta, żółtobrązowa lub czerwonawo brązowa, zawsze wyraźnie jaśniejsza od kapelusza, w górnej połowie lub na wierzchołku wyraźnie oprószona, rzadko całkowicie, włóknisto-łuseczkowata ku dołowi. Podstawa z białą grzybnią.
Miąższ
Pod skórką tej samej barwy co skórka, wewnątrz jaśniejszy, o łagodnym smaku i bez wyraźnego zapachu.
Cechy mikroskopowe
Podstawki 4-zarodnikowe, ze sprzążkami. Zarodniki 10–13 × 7,5–9 µm, Q = 1,2–1,5(–1,6), w widoku z boku 5–7–kątne. Krawędź blaszek płodna, bez cystyd. Strzępki skórki w kapeluszu wąskie, cylindryczne, o szerokości 2,5–9 µm ze ścianami pigmentowanymi. Rozproszony, blady pigment występuje także wewnątrz strzępek, ale nigdy ich nie inkrustuje. W skórce górnej części trzonu cylindryczne lub główkowate kaulocystydy o długości do 110 µm i szerokości 4–8 µm. Sprzążki występują w hymenium, rzadko także w warstwach okrywowych.

## Występowanie i siedlisko
Podano występowanie Entoloma cuneatum głównie w Europie i na Nowej Zelandii, poza tym na pojedynczych stanowiskach w Azji i Ameryce Południowej. W Europie Środkowej i Zachodniej jest szeroko rozprzestrzeniony, ale rzadki. Brak go w wykazie wielkoowocnikowych grzybów podstawkowych Polski Władysława Wojewody z 2003 r. Po raz pierwszy w Polsce jego stanowiska podano w 2016 r. w Gryżyńskim Parku Krajobrazowym
Grzyb naziemny występujący w lasach iglastych, rzadziej w lasach liściastych, zwłaszcza na próchnicznych i zasadowych glebach. Owocniki tworzy od wiosny do jesieni.